# Salmijaure
Salmijaure är en sjö i Gällivare kommun i Lappland och ingår i Luleälvens huvudavrinningsområde. Sjön har en area på 0,324 kvadratkilometer och ligger 460 meter över havet. Salmijaure ligger i Sjaunja Natura 2000-område.

## Delavrinningsområde
Salmijaure ingår i det delavrinningsområde (746712-167316) som SMHI kallar för Inloppet i Mälkojaure. Medelhöjden är 458 meter över havet och ytan är 10,56 kvadratkilometer. Räknas de 39 avrinningsområdena uppströms in blir den ackumulerade arean 549,75 kvadratkilometer. Sjaunjaätno som avvattnar avrinningsområdet har biflödesordning 2, vilket innebär att vattnet flödar genom totalt 2 vattendrag innan det når havet efter 259 kilometer. Avrinningsområdet består mestadels av skog (29 procent) och sankmarker (58 procent). Avrinningsområdet har 1,4 kvadratkilometer vattenytor vilket ger det en sjöprocent på 13,2 procent.